# Ormosia spinifex
Ormosia spinifex là một loài ruồi trong họ Limoniidae. Chúng phân bố ở miền Tân bắc.